# Marcinowice (Lubusz)
Pour les articles homonymes, voir Marcinowice.
Marcinowice (prononciation : [mart͡ɕinɔˈvit͡sɛ]) est un village polonais de la gmina de Krosno Odrzańskie dans le powiat de Krosno Odrzańskie de la voïvodie de Lubusz dans l'ouest de la Pologne.
Le village comptait approximativement une population de 468 habitants en 2009.

## Histoire
Avant 1945, ce village était sur le territoire allemand. (voir Évolution territoriale de la Pologne)
De 1975 à 1998, le village appartenait administrativement à la voïvodie de Zielona Góra.

Depuis 1999, il appartient administrativement à la voïvodie de Lubusz